# مرحاض مزود بنظام شطف

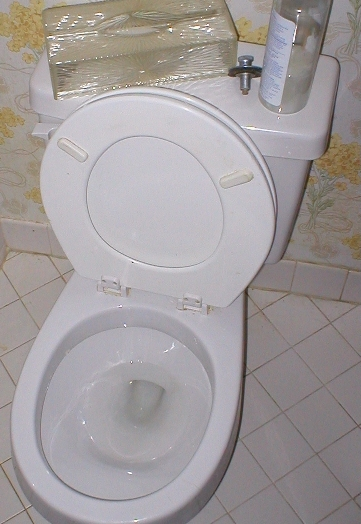
مرحاض مزود بنظام شطف

المرحاض المزود بنظام شطف أو المِرْحَاضُ المُزَوَّدُ بثَجَّاجٍ (بالإنجليزية: Flush toilet)‏ هو مرحاض يتم فيه التخلص من الفضلات البشرية السائلة والصلبة عن طريق الشطف بالماء، والذي يزود من خلال نظام مجاري مائية يكون ملحقاً بتصميم المرحاض، وبذلك تبعد الفضلات لتزال بعد ذلك عبر نظام معالجة المخلفات. يعرف جهاز الشطف باسم سيفون، وهو المبدأ الذي يتم فيه التصريف. 
يمكن أن يصمم مرحاض الشطف بحيث أن يكون مهيأً لوضعية الجلوس، أو القرفصاء. تتضمن تمديدات نظام الشطف في هذه المراحيض وجود الماء على ارتفاع أعلى من أنبوب المجاري ليشكل بذلك الضغط اللازم للتخلص مياه الصرف إلى المجاري ومنها إلى وحدة معالجة الصرف الصحي.
تعد المراحيض المزودة بنظام شطف الشكل الشائع من المراحيض على مستوى الاستخدام المنزلي أو العام، إذ توجد في الحمامات العامة غالباً بالإضافة إلى البيديه والمباول.

## اقرأ أيضاً
- مرحاض
- نظافة شخصية